# Chthonius ressli
Espèce
Synonymes
- Chthonius parvulus Inzaghi, 1981

Chthonius ressli est une espèce de pseudoscorpions de la famille des Chthoniidae.

## Distribution
Cette espèce se rencontre en Autriche, en Italie, en France, en Tchéquie et en Slovaquie,.

## Étymologie
Cette espèce est nommée en l'honneur de Franz Ressl (1924–2011).

## Publication originale
- Beier, 1956 : Bemerkenswerte Pseudoscorpioniden-Funde aus Niederösterreich. Entomologisches Nachrichtenblatt,, vol. 8, p. 24-25.